# 荒井玲良
荒井 玲良（あらい れいら、1994年9月25日 - ）は、日本の女優、女性アイドル、ファッションモデルである。元SUPER☆GiRLSのメンバー。
東京都出身。トリプルエー所属。愛称は、れいちぇる。旧芸名は、荒井 レイラ（読みは同じ）。

## 略歴
2009年に開催された『第12回全日本国民的美少女コンテスト』にてファイナリストになるものの（他にもファイナリストはグランプリの工藤綾乃、2014年に『全日本美声女コンテスト』でグランプリを受賞した辻美優などがいた。）、受賞に到らなかった悔しさから、オスカープロモーションとの契約を破棄して『avex アイドルオーディション 2010』に挑戦し、合格した。
2011年9月から2014年までファッション雑誌『JJ』（光文社）のレギュラーモデルを務め、2015年4月からは『東京ガールズコレクション』出演モデルからなるランニングチーム「TOKYO GIRLS RUN」の第4期生に選ばれた。
2016年6月25日に開催の『iDOL Street Carnival 2016 6th Anniversary 〜RE：Я｜LOAD〜』をもってグループを卒業し、卒業後に芸名を「荒井 レイラ」に改名することを発表。
2021年5月20日、2021年4月末をもって11年間所属したエイベックス・マネジメントを退社し、同年5月からウォークゼロに移籍したことを荒井自身のSNSとウォークゼロのSNSで発表した。
2023年3月31日、ウォークゼロを退所。同年5月1日、トリプルエー所属を発表。名前を荒井レイラから「荒井 玲良」の漢字表記に戻す事も発表した。

## 人物
SUPER☆GiRLSでの公式ニックネームは「れいちぇる」、イメージカラー（超絶カラー）はラベンダーパープル、キャッチコピーは「見た目はクール!中身はオジさん!?」。9歳下の弟がいる。
メンバーの志村理佳とはSUPER☆GiRLS結成以前（荒井が中2、志村が高1のとき）に同じスタジオでモデルのレッスンを受けていた間柄であり、当時から家族ぐるみで親交がある。
洋画や海外ドラマを好み、週に5本は観ているという。映画監督のフィリダ・ロイドが2012年に『マーガレット・サッチャー 鉄の女の涙』のプロモーションで来日した際には、ニコニコ生放送の番組でインタビュアーを務めた。
好きなアーティストはマイリー・サイラス、テイラー・スウィフト、ジャスティン・ビーバー、ケシャなど。日本のファッションモデルでは長谷川潤に憧れている。好きな食べ物はワッフル、フルーツ、柿の種、キムチ鍋。マイブームは、野菜スープ、青汁、ヨガ。
通っていた高校の同級生に、元AKB48の川栄李奈と、女優・高山璃子がいる。

## 作品

### 参加楽曲
- ジン ジン ジングルベル（2013年12月4日、トゥィンクルヴェール from SUPER☆GiRLS名義） - 八坂・志村・渡邉ひ・宮﨑・勝田・荒井

## 出演

### テレビ

#### テレビドラマ
- 終電バイバイ 第7話（2013年2月25日、TBS） - ミキ 役
- 僕たちがやりました 第3話（2017年8月1日、カンテレ）
- 電影少女 〜VIDEO GIRL AI〜（2018年1月13日 - 4月1日、TX）
- 花のち晴れ〜花男 Next Season〜 第1話（2018年4月17日、TBS）
- 健康で文化的な最低限度の生活 第1話（2018年7月17日、カンテレ）
- 俺のスカート、どこ行った? 第2話（2019年4月27日、日本テレビ）
- ドラマスペシャル 死命〜刑事のタイムリミット〜（2019年5月19日、EX）
- 家政夫のミタゾノ 第3シリーズ 第6話（2019年5月24日、EX） - 吉村真弓 役
- きのう何食べた? 第12話（2019年6月29日、TX）
- サイン-法医学者 柚木貴志の事件- 第1話（2019年7月11日、EX）
- 西園寺さんは家事をしない 第4話（2024年7月30日、TBS）
- ダブルチート 偽りの警官 Season2 第6話・第7話（2024年8月3日・10日、WOWOW・TX） - 塩沢 役[23]
- アイシー〜瞬間記憶捜査・柊班〜 第6話（2025年2月25日、フジテレビ） - 山岸純子 役[24]
- Dr.アシュラ（2025年4月16日 - 6月25日、フジテレビ） - 水吉歩夢 役[25]

#### その他のテレビ番組
- BOMBER-E（2018年2月20日、メ〜テレ）
- 痛快TV スカッとジャパン（2018年6月11日、フジテレビ）
- 有田哲平の夢なら醒めないで（2018年7月17日、TBS）
- 億婚（2019年1月5日、EX）[26]
- BeauTV〜VoCE（2019年10月5日、EX）

### 映画
- センセイ君主（2018年8月1日、東宝）[27]
- 人魚の眠る家（2018年11月16日、松竹）
- 愛唄 -約束のナクヒト-（2019年1月25日、東映）
- 翔んで埼玉（2019年2月22日、東映）
- 九月の恋と出会うまで（2019年3月1日、ワーナー・ブラザース映画）
- L♥DK ひとつ屋根の下、「スキ」がふたつ。（2019年3月21日、東映）
- 町田くんの世界（2019年6月7日、ワーナー・ブラザース映画）
- ステップ（2020年7月17日、エイベックス・ピクチャーズ）
- 犯人は吉田だっ！ （2022年9月2日、SMK company）- 岸田よしか 役
- ふしぎ駄菓子屋 銭天堂（2024年12月13日、東宝） - 編集部 由美 役

### 舞台
- MASTERPIECE THEATER Presents『ハッピーバースデー』（2016年11月9日 - 15日、アトリエファンファーレ高円寺） - 主演・藤原あすか 役
- ILLUMINUS Debut Stage『ジュブナイル』（2017年1月21日・22日、シアター1010） - メイ 役[28]
- SMKプロデュース公演『咲くは江戸にもその素質』（2017年5月3日 - 7日、渋谷区文化総合センター大和田伝承ホール / 5月10日 - 12日、朝日放送ABCホール） - フミちゃん 役[29]
- ぱるエンタープライズ × 劇団アルファー 合同プロデュース公演『葬送狂奏曲』（2017年8月2日 - 6日、TACCS1179） - 主演・窪田律子 役
- しまぁ〜ん共和国 第9回本公演 木曜ワイルド劇場『刺すペンっす！』（2017年9月6日 - 10日、HEP HALL / 9月26日 - 10月1日、六行会ホール） - 火藪利巴 役
- 『逆転検事 〜逆転のテレポーテーション〜』（2017年11月2日 - 7日、全労済ホール／スペース・ゼロ） - ヒロイン・一条美雲 役[30]
- 首都演劇部 旗揚げ公演『スティングガールズ』（2020年1月10日 - 19日、ザムザ阿佐谷） - 琴音 役[31]
- ONE PIECE LIVE ATTRACTION『MARIONETTE』（2020年3月18日 - 4月1日・7月22日 - 31日、TOKYO ONE PIECE TOWER） - ナミ 役
- ONLINE STAGE『笑うBARへようこそ』（2020年9月19日 - 22日、ZAIKOストリーミング） - アゲハ・裕子 役
- 『劇団4ドル50セントとろりえの年末』（2020年12月23日 - 29日、キンケロ・シアター） - みほ 役（こたつチーム）
- 『ガスマスクの伊藤さん。2』（2021年6月9日 - 13日、六行会ホール）
- 舞台『放課後戦記2021』〜血塗られた首謀者〜（2021年10月9日・10日、Theater Mixa）
- 宮崎理奈プロデュース Vol.3『オフィスの国のアリス』（2022年4月27日 - 5月1日[注 2]、CBGKシブゲキ!!） - 兎丸ミミ 役
- 朗読劇『みやがわら』（2022年10月10日、KEYNOTE THEATER）
- 演劇ユニットろりえ『下北沢の駅前でやる祭2023夏』（2023年8月23日 - 27日、下北沢駅前劇場）

### CM
- BeeTV「駅」篇（2011年）
- 「an」×「a-nation Charge ▶ Go! ウイダーinゼリー musicweek & stadium fes.」キャンペーン（2012年）[33][34]
- ケンタッキーフライドチキン「パーティバーレル Xmas早割」（2018年、青森県限定）
- スポーツデポ・アルペン「GWセール」（2021年）[35]
- アコム「決戦」篇（2023年）

### ラジオ
- ENGLISH JUKEBOX（2015年10月6日 - 2017年10月24日、TOKYO FM）
- SUPER☆GiRLS 渡邉ひかるの「にょすらじ！」（2019年9月3日、渋谷クロスFM） - 渡邉ひかるの代理として出演

### モデル
- JJ（2011年11月号 - 2014年、光文社）
- TOKYO GIRLS COLLECTION by girlswalker.com
  - 2012 Spring&Summer（2012年3月3日、横浜アリーナ） - 田中美麗とともに出演
  - 2013 Autumn/Winter（2013年8月31日、さいたまスーパーアリーナ） - 八坂沙織・田中美麗・前島亜美とともに出演
  - 2014 Spring/Summer（2014年3月1日、国立代々木競技場第一体育館） - 田中美麗とともに出演
  - 2014 Autumn/Winter（2014年9月6日、さいたまスーパーアリーナ） - 志村理佳・田中美麗・渡邉幸愛とともに出演
- GirlsAward 2012 SPRING/SUMMER（2012年5月26日、国立代々木競技場第一体育館）
- 成人式用振袖カタログ「ふり姫2013」（2012年、日本きものシステム協同組合） - 志村理佳と共演
- 光文社女性ブックス VOL. 140 別冊ジェイ・ジェイ「JJだけの振袖BOOK」（2012年7月20日、光文社）ISBN 978-4-334-84243-7
- NO COFFEE × KYNE × FIRST ORDER コラボTシャツモデル（2016年8月）
- Campus Summit 2016 -DREAM PROJECT-（2016年8月8日、Shibuya TSUTAYA O-EAST）
- Amazon Fashion Week TOKYO 2017 S/S -OKINAWAMADEショー-（2016年10月22日、那覇市立壺屋小学校）
- VOCE（2019年5月号 - 、講談社） - VOCESTとして
- NAGOYA FASHION FESTA in TOKAI fes 2019（2019年5月1日、Zepp NAGOYA）
- mina（2019年7月号、主婦の友社） - 「お部屋がーる」として

### ネット配信
- BeeTVナビ（2010年9月5日 - 終了時期不詳、毎週日曜更新、BeeTV） - メインMC
- メリル・ストリープ来日『マーガレット・サッチャー 鉄の女の涙』記者会見 独占生中継（2012年3月7日、ニコニコ生放送） - フィリダ・ロイドへの単独インタビュー[17]
- a-nation stadium fes. 2016「a-nation音楽生特番」（2016年8月27日、dTV） - アシスタントMC
- a-nation stadium fes. 2017「a-nation×dTV 生配信直前SP」（2017年8月26日・27日、dTV） - アシスタントMC[36]
- ラストキス〜最後にキスするデート〜 #3・#4（2019年1月31日・2月1日、Paravi）[注 3]
- 今際の国のアリス（2020年12月10日、Netflix）

### ゲーム
- ラグナドール 妖しき皇帝と終焉の夜叉姫（2021年9月、グラムス） - 玉兎 役[37]

### 連載
- FAB「みれい&れいちぇるの辛口甘口ファッション講座」（vol.23 - 終了時期不詳、Dream Future Creative） - 田中美麗と共演

### イベント
- 第1回サバイバルランin 相模湖（2015年4月18日、さがみ湖リゾート プレジャーフォレスト） - ゲストランナー
- 軽井沢ハーフマラソン2015（2015年5月17日、軽井沢町） - ゲストランナー（TOKYO GIRLS RUNとして）
- スタイルブック「Am I IDOL? Or not?」発売記念イベント（2015年9月25日、アリオ亀有 / 9月27日、国立代々木競技場第一体育館 / 10月11日、アリオ仙台泉 など）
- 湘南国際マラソン
  - 第10回（2015年12月6日）
  - 第11回（2016年12月4日） - フルマラソン初完走[38]
- Aoyama Christmas Circus by avex イルミネーション点灯式（2017年12月7日、avex本社） - MC
- 飯豊まりえ トークショー（2018年1月12日、池袋サンシャインシティ文化会館ビル） - MC
- マスコミ映像就職フェスタ in 東京 「エイベックス & LDH JAPAN コラボセミナー」（2018年3月7日、新宿NSビル NSイベントホール） - MC
- 名古屋シティマラソン 10kmの部（2018年3月11日）
- ピコ太郎スペシャルステージ（2018年4月22日、コクーン2 コクーンひろば） - MC
- 90'sスペシャルイベント&リバイバルファッションショー（2018年9月29日、ららぽーと横浜・ららぽーと湘南平塚 / 9月30日、ららぽーと新三郷） - MC
- 荒井レイラ バースデーイベント（2019年9月28日、エイベックスアカデミー東京校）

### その他
- 日本航空「JALでみつける、ニュートーキョー」スペシャルムービー（2017年12月22日 - 2018年3月31日）
- イオンリテール「ワタシはインフルエンサー」 第一話「#出会いに感謝」（2018年4月18日 - ） - 香菜 役
- 日本統一65（2024年11月25日）[39]

## 書籍

### 写真集
- 荒井玲良 (SUPER☆GiRLS) CARDGRAVURE COLLECTION（2012年9月13日、東京ニュース通信社）ISBN 4863362544[40]
- 月刊 荒井レイラ×魚住誠一（2017年7月9日、エムアップ/Mファクトリー）ISBN 978-4-9089-8402-0[41]
- a-books gravure 2018 （2018年8月3日、エイベックス・マネジメント/メディアパル）ISBN 978-4-8021-9218-7[42]

### デジタル写真集
- 荒井レイラのぶらり商店街！（月刊デジタルファクトリー）
  - 柴又帝釈天門前参道商店街 vol.1（2019年3月1日）
  - 柴又帝釈天門前参道商店街 vol.2（2019年4月1日）
  - 月島仲通り商店街 vol.1（2019年5月8日）
  - 月島仲通り商店街 vol.2（2019年6月1日）
  - 巣鴨地蔵通り商店街 vol.1（2019年7月1日）
- #ジーパン女子 006 荒井レイラ vol.1（2019年9月1日）
- #ジーパン女子 006 荒井レイラ vol.2（2019年10月1日）
- 荒井レイラ 夏の終わり～鵠沼海岸 vol.1（2019年10月16日）
- 荒井レイラ 夏の終わり～鵠沼海岸 vol.2（2019年10月23日）
- 荒井レイラ 夏の終わり～鵠沼海岸 vol.3（2019年11月1日）
- 荒井レイラ 夏の終わり～鵠沼海岸 vol.4（2019年12月1日）

### スタイルブック
- Am I IDOL? Or not?（2015年9月25日、セブン&アイ出版）

### カレンダー
- 荒井玲良(SUPER☆GiRLS) カレンダー 2013年（2012年10月17日、ハゴロモ）